# Twilight Music
La Twilight Music è una casa discografica italiana, fondata negli anni '80.

## Storia
La Twilight Music è nata a Roma dal sodalizio tra i musicisti e produttori Paolo Micioni, Pietro Micioni, Massimo Zuccaroli e Claudio Zuccaroli.
Opera da oltre 25 anni nei settori della discografia, editoria musicale, studio recordings, sincronizzazione, multimedia, formazione professionale e nel campo delle nuove tecnologie informatico-musicali.
Ha al suo attivo oltre 300 pubblicazioni realizzate in tutto il mondo.
La serie più prestigiosa pubblicata è "Via Asiago, 10", realizzata in collaborazione con la Rai, che ha consentito la pubblicazione su cd di molto materiale d'archivio della Rai di artisti come Louis Armstrong, Frank Sinatra, Nicola Arigliano, Domenico Modugno.

## Dischi
La datazione qui riportata si basa sull'etichetta del disco.
La sigla del numero di catalogo indica l'etichetta Twilight (TWI), il tipo di supporto (CD), la serie "Via Asiago, 10" (AS) o "Discoteca di Stato" (DS), o entrambe se il disco appartiene a entrambe, l'anno (le prime due cifre, ad esempio 04=2004, 07=2007) e il numero progressivo di uscita.

### CD - SerieVia Asiago 10
| Numero di catalogo | Anno | Interprete                                                                    | Titoli                                                              |
| ------------------ | ---- | ----------------------------------------------------------------------------- | ------------------------------------------------------------------- |
| TWI CD AS 04 14    | 2004 | Frank Sinatra                                                                 | The Voice in Via Asiago                                             |
| TWI CD AS 04 15    | 2004 | Louis Armstrong                                                               | Satchmo live in Florence '52                                        |
| TWI CD AS 04 16    | 2004 | Juliette Gréco                                                                | Rive Gauche on radio                                                |
| TWI CD AS 05 17    | 2005 | Esecutori vari                                                                | 5º Festival della canzone italiana Sanremo 1955                     |
| TWI CD AS 05 18    | 2005 | Nunzio Rotondo                                                                | Sound and Silence                                                   |
| TWI CD AS 05 20    | 2005 | Enrico Simonetti                                                              | Big Band Concerto and other tales with Radio Rai Big Band           |
| TWI CD AS 05 21    | 2005 | Bruno Canfora                                                                 | Tribute to Ellington                                                |
| TWI CD AS 05 22    | 2005 | Lelio Luttazzi                                                                | Artistry in Rai                                                     |
| TWI CD AS 06 23    | 2006 | Domenico Modugno                                                              | Domenico Modugno Radio Show                                         |
| TWI CD AS 06 25    | 2006 | Aldo Fabrizi                                                                  | La radio di Aldo Fabrizi                                            |
| TWI CD AS 06 26    | 2006 | Gorni Kramer                                                                  | The Smile of Swing                                                  |
| TWI CD AS 06 27    | 2006 | Nino Rota                                                                     | Opera radiofonica                                                   |
| TWI CD AS 06 28    | 2006 | Quartetto Cetra                                                               | Il quartetto Cetra                                                  |
| TWI CD AS 07 33    | 2007 | Esecutori vari                                                                | Festival di Sanremo 1952                                            |
| TWI CD AS 07 35    | 2007 | Matteo Salvatore                                                              | La passione secondo Matteo                                          |
| TWI CD AS 07 36    | 2007 | Franca Valeri                                                                 | Le donne alla radio                                                 |
| TWI CD AS 07 43    | 2007 | Piero Piccioni                                                                | Ritmando con la 013 - L'orchestra di Piero Piccioni Roma, 1944-1945 |
| TWI CD AS 07 44    | 2007 | Nunzio Rotondo con Gato Barbieri, Franco D'Andrea ed altri                    | The Legend                                                          |
| TWI CD AS 08 45    | 2008 | Armando Trovajoli, Bruno Martino ed altri                                     | Via veneto '60. Gli anni della dolce vita                           |
| TWI CD AS 08 46    | 2008 | Nicola Arigliano                                                              | My wonderful Nicola                                                 |
| TWI CD AS 09 47    | 2009 | Alberto Sordi                                                                 | La radio di Alberto Sordi                                           |
| TWI CD AS 09 48    | 2009 | Quartetto Cetra, Jenny Luna ed altri                                          | Colpi di luna - Canzoni e cronache lunari (1969-2009)               |
| TWI CD AS 09 50    | 2009 | Gil Cuppini Quintet, Quintetto di Torino, Enrico Intra Trio, Modern Jazz Gang | La Coppa del Jazz 1960                                              |

### CD - SerieDiscoteca di Stato
| Numero di catalogo | Anno | Interprete     | Titoli |
| ------------------ | ---- | -------------- | --- |
| TWI CD AS DS 08 01 | 2008 | Teddy Reno     | Vecchia America - Incisioni a 78 giri dal 1948 al 1956                                                                            |
| TWI CD DS 08 13    | 2008 | Esecutori vari | Passione Argentina: tanghi italiani degli anni '30. Incisioni storiche su dischi a 78 giri dagli archivi della Discoteca di Stato |
| TWI CD DS 08 14    | 2008 | Esecutori vari | Pianos in concert: 17º Concorso pianistico Internazionale “Roma 2006”                                                             |